# Kościół Wniebowzięcia Najświętszej Maryi Panny w Opolu Lubelskim
Kościół Wniebowzięcia Najświętszej Maryi Panny – rzymskokatolicki kościół parafialny należący do dekanatu Opole Lubelskie archidiecezji lubelskiej.

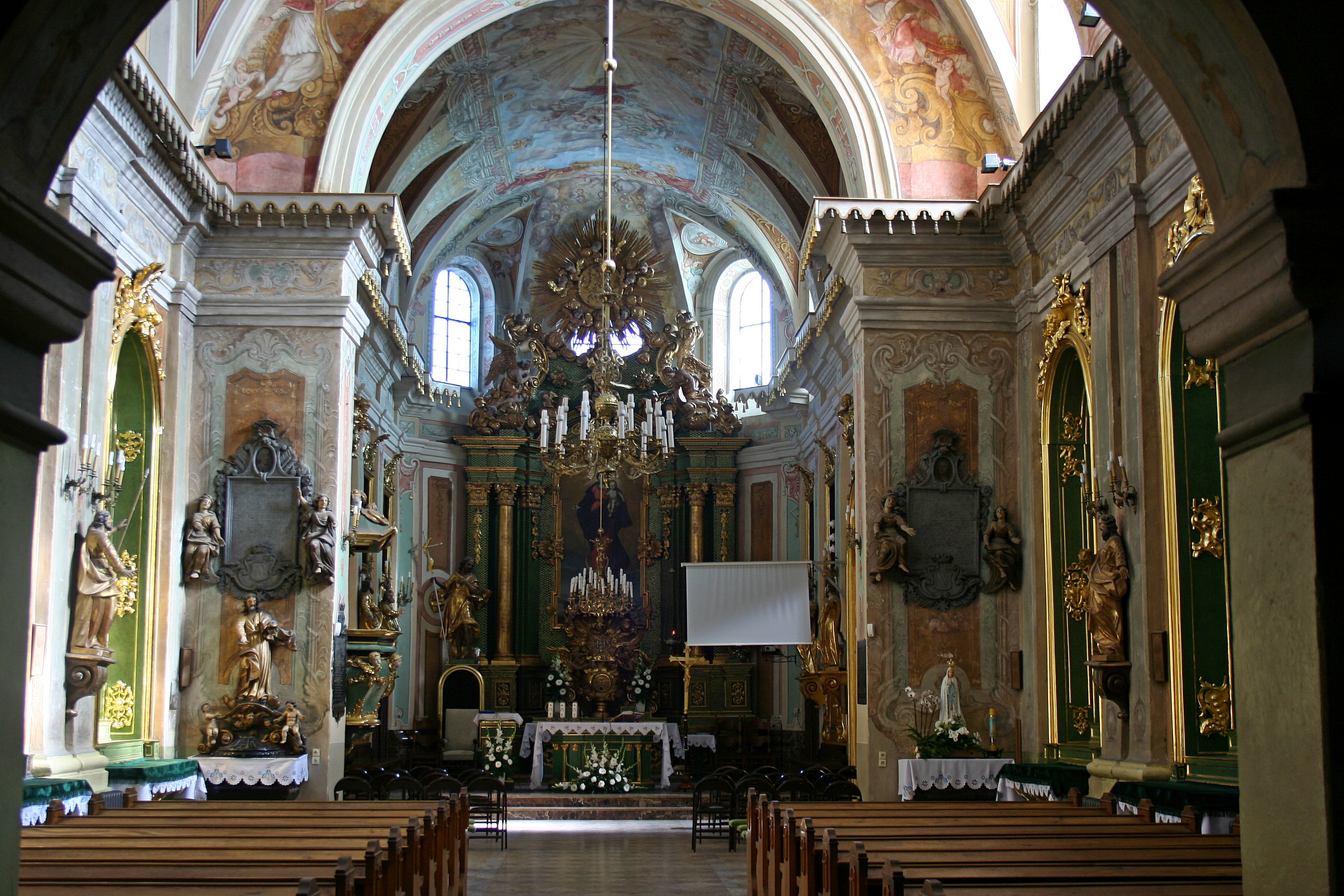
Wnętrze świątyni

Świątynia została zbudowana w latach 1664–1675 i ufundowana przez miejscowego proboszcza księdza Piotra Dobielowicza. W XVIII wieku rodziny Tarłów ufundowała wykończenie kościoła, dobudowanie naw bocznych i położenie polichromii. Kościół został wzniesiony w stylu lubelskiej architektury cechowej, na pograniczu późnego manieryzmu i wczesnego baroku. Obejścia i wystrój wnętrza są w stylu późnobarokowym. W głównym ołtarzu, wykonanym około 1740 roku zapewne w warsztacie będącym własnością książąt Czartoryskich jest umieszczony obraz Maryi Niepokalanej z Dzieciątkiem Jezus namalowany przez Antoniego Dembickiego w 1745 roku. W nawie głównej jest umieszczonych osiem bocznych ołtarzy z XVII wieku mieszczących obrazy namalowane przez Szymona Czechowicza. Są to św. Józefa Kalasanty, św. Antoni Padewski, św. Walenty, św. Barbara, św. Anna, św. Józef z Dzieciątkiem, św. Klemens i św. Elżbieta. Kaplica północna pod wezwaniem Świętego Krzyża posiada obrazy na ścianach związane z apoteozą Krzyża Świętego, w lunetach prezbiterium znajdują się malowidła przedstawiające sceny ze Starego Testamentu. W kaplicy południowej, pod wezwaniem Matki Boskiej są umieszczone malowidła wykonane przez Józefa Meyera z około 1757 roku. 
W latach 1743–1864 kościół należał do zakonu pijarów. Od tego czasu świątynia należy do księży diecezjalnych.